# 용봉동 (북구)
용봉동(龍鳳洞)은 광주광역시 북구의 동이다.

## 유래
용봉동은 동녘 각화동 대봉산 기슭에서 내려오는 경방천과 북녘 일곡동에서 흘러오는 용봉천이 합류하는 왕개 윗녘에 자리잡고 있다. 일찍이 풍수지리상 명당이라 소문난 곳이다. 전남대 학생회관 뒷편으로 이어지는 언덕 자락은 용주, 반룡마을을 안고 있어 반룡희주형(盤龍戱珠形) 명당이라 한다. 동(洞)의 서쪽 경계인 어린이 대공원 전망대 기슭에 있는 저불마을도 마치 봉황이 날개를 펴고 날으려는 형세로 풀이가 된다. '섬배미', '저불들', '진봇들', '여시박골'에 농사를 짓던 이곳은 1951년 전남대학교의 설립으로 점차 대학촌으로 발전하였고 1980년 북구청의 개원과 함께 북구의 중심지가 되었다.
용봉동이란 이름은 1914년 전 국토를 세부 측량하여 행정구역 개편을 실시하고 법정 리를 정하면서 관내에 있는 용주, 반룡, 봉곡, 청계마을의 이름 가운데 용주, 반룡의 '용'과 봉곡의 '봉'자를 따서 '용봉리'라 하였다. 반룡마을은 마을의 지형이 용의 형국이라 하여 반룡이라 하였는데 마을의 일부는 전남대학교에 편입되었고, 나머지는 현재 경영대학 뒷편에 있다. 용주마을은 용봉동에서 으뜸이 되는 마을로 지형이 용이 구슬을 가지고 논다는 반룡희주형(盤龍戱珠形)의 명당이 있다고 하여 용주라 하였다 한다. 이 마을도 전남대학교에 편입되어 없어졌는데 현재 법대, 사회대 건물이 있는 언덕 밑 당산나무가 있는 일대였다 한다.
중봉마을은 본래 저불이라 하여 이곳에서 가장 오래된 마을이다. 저불마을로 1985년까지 불리어지다가, 봉곡(鳳谷)으로 마을 이름을 바꾸었다. 이는 마을의 형국이 봉황이 날개를 펴고 날으려는 형이라 하여 봉곡이라 하였다고 한다. 이 마을은 500여 년 전 함풍(평)이씨가 들어와 현재까지 살고 있다. 마을이 점차 커짐으로 변두리에 있는 마을을 변봉이라 하고, 위쪽에 있는 마을을 상봉이라 하였다. 그리고 본 마을은 중봉이라 하여 현재에 이르고 있다.

## 연혁
본래 광주군 와지(蛙只)면 지역인데, 1914년 행정구역 폐합에 다라 반룡리와 용주리, 봉곡리, 청계리, 하촌리의 각 일부를 병합하여 반룡과 봉곡의 이름을 따서 용봉리라 해서 서방면에 편입되었다가 1955년 7월 1일 광주시에 편입되고, 1957년 동제 실시에 따라 신룡(태봉)동의 관할이던 것이 1983년 10월 1일 분동으로 용봉동이라는 본래의 명칭을 찾게 되었다.
- 1955. 7. 1 : 광주시 풍향출장소 관할 용봉동이 됨
- 1973. 7. 1 : 구제(區制)실시에 따라 태봉동(胎峯洞)으로 이름을 바꾸어 서구 관할이 됨
- 1980. 4. 1 : 북구의 신설로 북구에 편입
- 1983. 10. 1 : 태봉동을 신안동과 용봉동으로 나눔에 따라 오늘에 이름

## 교육
- 용주초등학교
- 태봉초등학교
- 경신중학교
- 경신여자고등학교
- 전남대학교 광주캠퍼스
  - 사범대학 부속중학교
  - 사범대학 부속고등학교

## 출신인물
- 이휘향

## 아파트
| 단지명                   | 건설사                  | 시행사                        | 주소                           | 입주        | 비고                       |
| ------------------------ | ----------------------- | ----------------------------- | ------------------------------ | ----------- | -------------------------- |
| 용봉주공                 | 남양건설 ㈜대진종합건설 | 대한주택공사                  | 북구 매곡로 20                 | 2004년 11월 | 국민임대                   |
| 용봉 휴먼시아            | 성원산업개발㈜          | 대한주택공사                  | 북구 설죽로148번길 14          | 2009년 3월  |                            |
| 용봉 현대3차             | 현대산업개발            | 현대산업개발                  | 북구 저불로 80                 | 1999년 7월  |                            |
| 용봉 아이파크            | 현대산업개발            | ㈜한종합건설 우리종합건설㈜   | 북구 비엔날레로82번길 42       | 2006년 3월  |                            |
| 용봉동 중흥파크맨션      | 중흥건설                | 중흥건설                      | 북구 비엔날레로 107            | 1995년 1월  |                            |
| 용봉동 중흥S-클래스      | (합)중흥주택            | (합)중흥주택                  | 북구 서하로106번길 25          | 2003년 10월 |                            |
| 용봉 금호어울림          | 금호산업                | 우리건설㈜                    | 북구 설죽로279번길 19          | 2005년 10월 |                            |
| 용봉동 대주파크빌        | 대주건설㈜              | 대주건설㈜                    | 북구 용봉택지로13번길 21 (1차) | 2001년 5월  |                            |
| 용봉동 대주파크빌        | 대주건설㈜              | 대주건설㈜                    | 북구 용봉택지로13번길 11 (2차) | 2003년 2월  |                            |
| 용봉동 대주파크빌        | 대주건설㈜              | 대주주택㈜                    | 북구 용봉택지로 25 (3차)       | 2005년 6월  |                            |
| 용봉 쌍용예가            | 쌍용건설                | ㈜동원주택건설                | 북구 서하로94번길 10           | 2006년 8월  |                            |
| 용봉 모아미래도          | ㈜모아종합건설          | 모아건설㈜                    |                                | 2001년 9월  |                            |
| 용봉 꿈에그린            | 한화㈜ 건설부문         | 용봉동 국민주택 재건축조합    | 북구 용주로30번길 60           | 2007년 4월  | 용봉동 국민주택단지 재건축 |
| 한국아델리움 인 비엔날레 | 한국건설㈜              | ㈜한국종합건설 ㈜한국주택건설 |                                | 2017년 7월  |                            |
- 용봉 신동아 - 1998년 11월 입주 / 신동아건설